# Mount Ord
Mount Ord är ett berg i Australien. Det ligger i regionen Derby-West Kimberley och delstaten Western Australia, omkring 1 900 kilometer nordost om delstatshuvudstaden Perth. Toppen på Mount Ord är 928 meter över havet, eller 361 meter över den omgivande terrängen. Bredden vid basen är 8,8 km.
Mount Ord är den högsta punkten i trakten. Trakten runt Mount Ord är nära nog obefolkad, med mindre än två invånare per kvadratkilometer.. Det finns inga samhällen i närheten.
Omgivningarna runt Mount Ord är i huvudsak ett öppet busklandskap. Genomsnittlig årsnederbörd är 981 millimeter. Den regnigaste månaden är januari, med i genomsnitt 246 mm nederbörd, och den torraste är augusti, med 1 mm nederbörd.